# Escultura Dona amb Ocell
L'Escultura Dona amb Ocell és una escultura pública de l'Espluga Calba (Garrigues) inclosa a l'Inventari del Patrimoni Arquitectònic de Catalunya.

## Descripció
És una escultura disposada damunt d'una pedra de molí que, sostinguda per dos suports de formigó, resta sobre una petita bassa circular. La dona, col·locada dempeus amb el cos arquejat com si busqués l'equilibri, sosté en una mà un colom i amb l'altre l'acarona.
El tractament és força delicat, són formes fines, ondulants i suaus. L'expressió del seu rostre és de serenitat, de placidesa, tot plegat necessari per un bon ambient laboral. El monument és un emblema de les tasques a la fàbrica; a la pedra de molí s'hi pot llegir SENY - UNIÓ - TREBALL en un relleu metàl·lic.